# Arhopalus coreanus
Arhopalus coreanus es una especie de escarabajo longicornio del género Arhopalus, tribu Asemini, subfamilia Spondylidinae. Fue descrita científicamente por Sharp en 1905.

## Descripción
Mide 10-27 milímetros de longitud.

## Distribución
Se distribuye por China, Japón, Birmania y Corea.